# L'estremismo, malattia infantile del comunismo
Sinistrismo, malattia infantile del comunismo (in russo Детская болезнь "левизны" в коммунизме?, Detskaja balezn' "levizny" v kammunisme), tradotto erroneamente come L'estremismo, malattia infantile del comunismo nelle edizioni italiane, è un saggio politico scritto da Vladimir Lenin nel 1920. In quest'opera, Lenin critica coloro che, pur dichiarandosi comunisti, pretendevano di collocarsi alla "sinistra" della linea politica adottata dall'Internazionale Comunista (Comintern), poiché ne contestavano i compromessi con il parlamentarismo borghese. Secondo Lenin, tali posizioni costituivano espressioni di infantilismo politico e un freno alla costruzione del socialismo.
Il saggio fu pubblicato in russo, tedesco, inglese e francese. Una copia venne distribuita a ciascun delegato del Comintern durante il II Congresso; molti di essi venivano citati nel libro.
Il saggio è costituito da dieci capitoli più un'appendice.

## Descrizione

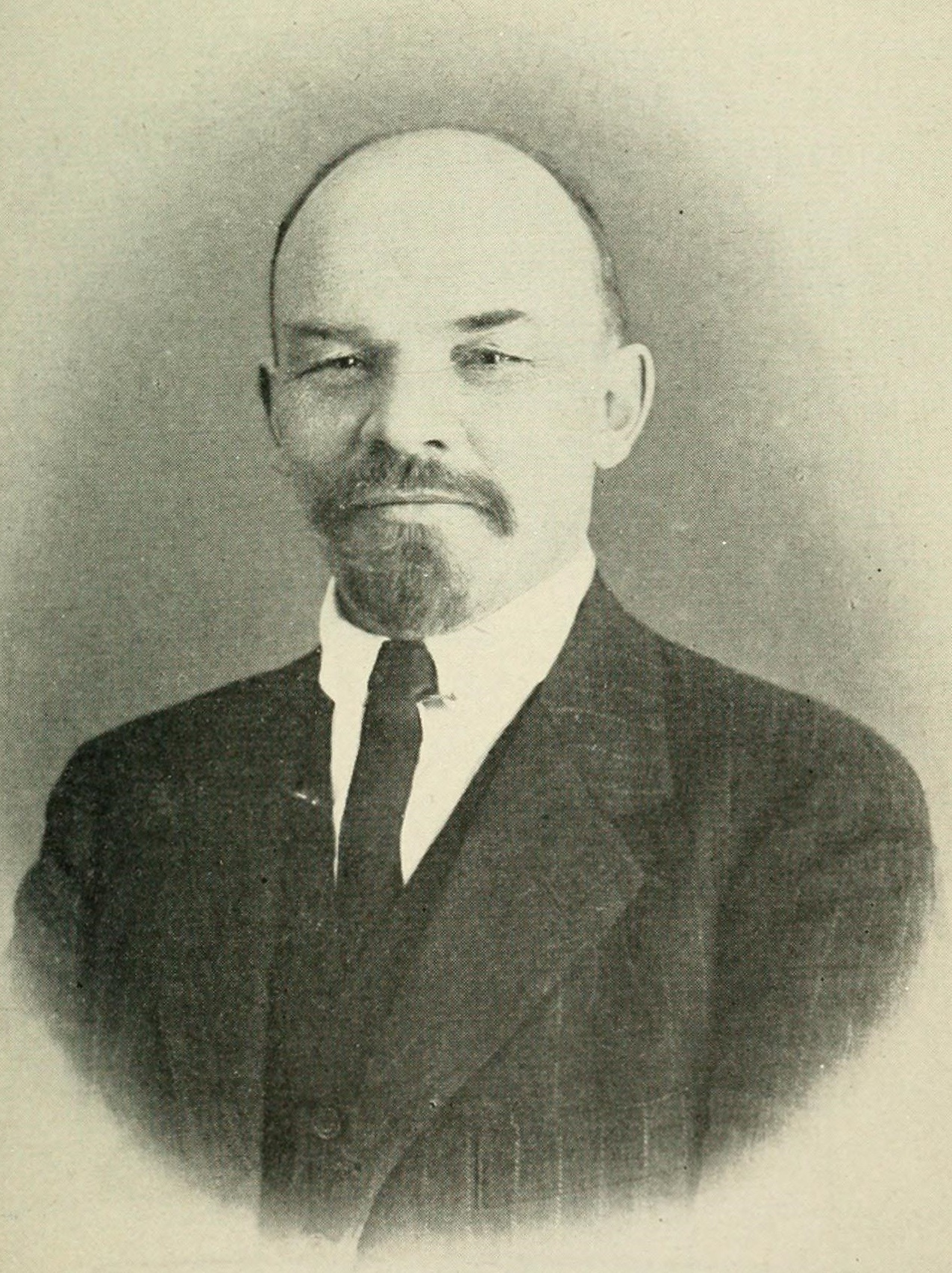
Vladimir Il'ič Ul'janov detto "Lenin"

Lenin sottolinea che la rivoluzione russa ha avuto una notevole rilevanza internazionale, e critica i leader della Seconda Internazionale, tra cui Karl Kautsky, per non aver riconosciuto la portata della rilevanza internazionale del potere dei Soviet come modello rivoluzionario. Per illustrare il loro allontanamento dalla politica rivoluzionaria, egli fornisce una citazione da un lavoro del 1902 di Kautsky che conclude con le parole: "l'Europa occidentale sta diventando un baluardo della reazione e dell'assolutismo in Russia".
Lenin afferma che in una guerra contro la borghesia, una "disciplina di ferro" è una "condizione essenziale". Poi descrive le circostanze che hanno portato i bolscevichi a questa conclusione nella loro vittoriosa conquista del potere in Russia.
Nel terzo capitolo del saggio divide la storia del bolscevismo in "anni di preparazione della rivoluzione" (1903-05), "anni di rivoluzione" (1905-07), "anni della reazione" (1907-1910), "anni di ripresa" (1910-14), "prima guerra mondiale imperialista" (1914-1917) e "seconda rivoluzione in Russia". Egli descrive le circostanze mutevoli per i rivoluzionari in Russia e la reazione dei bolscevichi a questi.
Lenin descrive i nemici della classe operaia come "opportunisti", piccolo-borghesi rivoluzionari, che egli collega all'anarchismo, l'"ala sinistra dei bolscevichi" (espulsi dal gruppo nel 1909) e quanti criticarono il trattato di Brest-Litovsk. Conclude criticando menscevichi, socialrivoluzionari e i membri dell'Internazionale Socialista che erano disposti a scendere a compromessi con i leader tedeschi a difesa di un sistema capitalista.
Il quinto, sesto e settimo capitolo discutono di una frazione del Partito Comunista di Germania che si era scissa dal partito nel periodo tra la stesura e la pubblicazione del saggio per formare il Partito Comunista Operaio di Germania (KAPD). A titolo di esempio, egli prende l'articolo di Karl Erler (pseudonimo di Heinrich Laufenberg) dal titolo Lo scioglimento del partito. Lenin critica l'atteggiamento del gruppo sindacale, il loro anti-parlamentarismo e la proposta di Erler di una "dittatura delle masse" come contrappunto alla "dittatura del partito" (nel quale, secondo Erler, si è deteriorata la rivoluzione di ottobre).
Lenin osserva che il Partito comunista (bolscevico) si basa sui sindacati russi, e che un certo tasso di reazione da parte degli operai è inevitabile, ma deve essere combattuta all'interno del movimento sindacale. In contrasto con il KAPD, egli sostiene che fino a quando gran parte del proletariato avrà una fiducia illusoria nei parlamenti, i comunisti dovranno lavorare all'interno di tali organizzazioni reazionarie. Lenin confronta quindi l'anti-parlamentarismo degli olandesi di sinistra, e quello di Amadeo Bordiga.
Passa quindi a criticare lo slogan "niente compromessi", facendo notare come i bolscevichi abbiano dovuto accettare parecchi compromessi nel corso della loro storia. Egli reputa che ciò sia interpretare la teoria come un dogma, piuttosto che come una "guida all'azione".
Proseguendo si arriva alla critica dei movimenti socialisti britannici, in particolare, quelli affiliati al Partito Laburista, attraverso l'analisi di testi scritti da Sylvia Pankhurst e Willie Gallacher. Lenin propone che tutti i principali gruppi socialisti del paese formino un unico, compatto Partito Comunista di Gran Bretagna, che possa presentarsi alle elezioni alleandosi con i Laburisti. Egli conclude che il partito ci guadagnerà sia se i Laburisti accettassero l'offerta di alleanza, sia se la rifiutassero. In un passo famoso del saggio, Lenin scrive che i comunisti inglesi dovrebbero sostenere il Segretario nazionale dei Laburisti Arthur Henderson "allo stesso modo nel quale una corda sostiene un impiccato".
Lenin conclude scrivendo che in ogni nazione, il comunismo deve scagliarsi contro il menscevismo, gli estremismi di sinistra, e il socialsciovinismo. Egli afferma che sebbene il comunismo abbia già conquistato l'avanguardia dei lavoratori, per conquistare il proletariato nella sua globalità, debba evidenziare la sua diversità dalle teorie di gente come Henderson (laburisti), David Lloyd George (liberali) e Winston Churchill (conservatori). Nonostante alcune sconfitte, egli ritiene che il movimento comunista si stia "sviluppando magnificamente".

## Sulla burocrazia
Con L'estremismo, malattia infantile del comunismo, scritto a tre anni dalla fine della guerra civile , Lenin affronta quel preciso momento storico quando si rende conto che «il pericolo non è più a destra, ma a sinistra, nelle esagerazioni e nell'anarchia degli elementi irresponsabili».Nello stesso tempo la sua ira è parimenti rivolta «alla presunzione e alla pigrizia dei dignitari sovietici, genia ch'egli esecra e che si moltiplica senza posa. "L'antica burocrazia è vinta", scrive, "ma i burocrati sono rimasti"». Il politico rivoluzionario in questo caso si troverà in sintonia con il poeta Vladimir Vladimirovič Majakovskij, che era stato nettamente snobbato fino  a «quando questi avrà pubblicato un poema satirico contro la burocrazia che stava invadendo l'apparato sovietico».